# Sonic Free Riders
Sonic Free Riders (яп. ソニック フリーライダーズ Соникку Фури: Райда:дзу) — видеоигра серии Sonic the Hedgehog в жанре аркадных гонок, разработанная студией Sonic Team и изданная компанией Sega эксклюзивно для игровой приставки Xbox 360 и устройства Kinect в 2010 году. Это последняя часть трилогии Sonic Riders и одна из первых 17 игр, выпущенных на Kinect.

## Игровой процесс

Тейлз на уровне «Frozen Forest»

В Sonic Free Riders игрок управляет гонщиком с помощью движений своего тела. Например, для увеличения скорости он должен выполнять движения ногами, а для выполнения трюков — подпрыгивать. Игрок может собирать бонусы и оружия, для активации которых также требуется определённые действия. Как и в Sonic Riders и Sonic Riders: Zero Gravity, персонажи делятся на скоростных, летающих и силовых. Наряду с режимами «Time Attack» и «Free Race», в Sonic Free Riders доступны несколько многопользовательских режимов. Игра также поддерживает распознавание голоса, позволяя людям использовать его для навигации по меню. Игрок может выбрать способности. В игре действует система достижений.

### Персонажи
| Скорость    | Полёт                | Сила            |
| ----------- | -------------------- | --------------- |
| Ёж Соник    | Майлз «Тейлз» Прауэр | Ехидна Наклз    |
| Ястреб Джет | Ласточка Вейв        | Альбатрос Шторм |
| Ёж Шедоу    | Летучая мышь Руж     | E-10000G        |
| Эми Роуз    | Крольчиха Крим       | Крокодил Вектор |
| Метал Соник |                      | Доктор Эггман   |
| Кошка Блейз | Ёж Сильвер           |                 |

Помимо этого, в игре присутствуют Аватар (создаваемый игроком персонаж).

## Сюжет
По сюжету игры доктор Эггман, замаскировавшись и представляясь под именем Король Док, проводит второе Мировое Гран-При (как и в Sonic Riders). Он приглашает четыре команды, которые должны доказать, кто из них является лучшим. В соревнованиях участвуют: команда Героев (ёж Соник, лисёнок Тейлз и ехидна Наклз), команда Вавилонских Воров (ястреб Джет, альбатрос Шторм и ласточка Вейв), команда Роуз (ежиха Эми, крольчиха Крим и крокодил Вектор) и команда Дарк (ёж Шэдоу, летучая мышь Руж и присоединившийся к ним робот E-10000B).
В финале турнира Эггман раскрывает себя и объявляет персонажам, что его истинным мотивом был сбор данных всех игроков с помощью его робота E-10000B. Однако к удивлению доктора сам E-10000B оказывается замаскированным Метал Соником. Сонику приходится сразиться со своим металлическим клоном на последнем треке. Несмотря на навыки скопированные у других игроков, Метал Соник проигрывает гонку и сбегает от героев.

## Музыка
Над созданием музыки работали такие композиторы, как Дзюн Сэноуэ, Кодзи Сакурай, Томонори Савада и Ричард Джейкс. Главная музыкальная тема игры «Free» была исполнена в двух вариантах: одну спел американский вокалист Крис Мадин, другую — группа Crush 40.
Официальный альбом с саундтреком игры под названием Sonic Free Riders Original Soundtrack: Break Free (яп. ソニック フリーライダーズ サウンドトラック ブレイク フリー Соникку Фури: Райда:дзу Саундоторакку Бурэйку Фури:) был выпущен 8 декабря 2010 года лейблом Wave Master. Альбом содержит 12 треков.
| №                   | Название                                       | Текст песни         | Музыка              | Исполнитель         | Длительность |
| ------------------- | ---------------------------------------------- | ------------------- | ------------------- | ------------------- | ------------ |
| 1.                  | «Free — Main Theme of Sonic Free Riders»       | Джонни Джиоэли      | Дзюн Сэноуэ         | Крис Мадин          | 4:09         |
| 2.                  | «Start Up Your EX Gear!» (Free Riders Version) |                     | Томонори Савада     |                     | 2:40         |
| 3.                  | «Theme of Dolphin Resort»                      |                     | Томонори Савада     |                     | 4:22         |
| 4.                  | «Theme of Rocky Ridge»                         |                     | Кодзи Сакурай       |                     | 4:47         |
| 5.                  | «Theme of Frozen Forest»                       |                     | Томонори Савада     |                     | 4:22         |
| 6.                  | «Theme of Metropolis Speedway»                 |                     | Кодзи Сакурай       |                     | 4:49         |
| 7.                  | «Theme of Magma Rift»                          |                     | Кодзи Сакурай       |                     | 4:27         |
| 8.                  | «Theme of Forgotten Tomb»                      |                     | Томонори Савада     |                     | 3:37         |
| 9.                  | «Theme of Final Factory»                       |                     | Кодзи Сакурай       |                     | 5:10         |
| 10.                 | «Theme of Metal City»                          |                     | Томонори Савада     |                     | 2:58         |
| 11.                 | «Get Ready for the Big Event»                  |                     | Томонори Савада     |                     | 2:27         |
| 12.                 | «Free» (Crush 40 Version)                      | Джонни Джиоэли      | Дзюн Сэноуэ         | Crush 40            | 3:21         |
| Общая длительность: | Общая длительность:                            | Общая длительность: | Общая длительность: | Общая длительность: | 47:11        |

## Озвучивание
Sonic Free Riders — первая игра серии, где все актёры дубляжа 4Kids, были заменены на актёров дубляжа Studiopolis (кроме Майка Поллока, озвучивающего Эггмана). Персонажи на японском языке были озвучены теми же сэйю, что и в играх, начиная с Sonic Adventure.
| Персонаж             | Японское озвучивание | Английское озвучивание |
| -------------------- | -------------------- | ---------------------- |
| Ёж Соник             | Дзюнъити Канэмару    | Роджер Крейг Смит      |
| Ястреб Джет          | Дайсукэ Кисио        | Майкл Юрчак            |
| Майлз «Тейлз» Прауэр | Рё Хирохаси          | Кейт Хиггинс           |
| Ласточка Вейв        | Тиэ Накамура         | Кейт Хиггинс           |
| Ехидна Наклз         | Нобутоси Канна       | Трэвис Уиллингем       |
| Альбатрос Шторм      | Кэндзи Номура        | Трэвис Уиллингем       |
| Эми Роуз             | Таэко Кавата         | Синди Робинсон         |
| Крольчиха Крим       | Саяка Аоки           | Мишель Рафф            |
| Крокодил Вектор      | Кэнта Миякэ          | Кит Силверстин         |
| Ёж Шэдоу             | Кодзи Юса            | Кирк Торнтон           |
| Летучая мышь Руж     | Руми Отиай           | Карен Страссман        |
| Ёж Сильвер           | Дайсукэ Оно          | Квинтон Флинн          |
| Кошка Блейз          | Нао Такамори         | Лора Бэйли             |
| Омочао               | Эцуко Кодзакура      | Лора Бэйли             |
| Доктор Эггман        | Тикао Оцука          | Майк Поллок            |
| E-10000G, E-10000B   |                      | Уалли Уингерт          |
| Примечания: 1. 2.    |                      |                        |

## Оценки и мнения
| Сводный рейтинг    | Сводный рейтинг |
| Агрегатор          | Оценка          |
| ------------------ | --------------- |
| GameRankings       | 51,27 %         |
| Game Ratio         | 68 %            |
| Metacritic         | 47/100          |
| MobyRank           | 50/100          |
| Иноязычные издания |                 |
| Издание            | Оценка          |
| 1UP.com            | D               |
| AllGame            | [ 8 ]           |
| G4                 | 3/5             |
| Game Informer      | 5,75/10         |
| GameSpot           | 4,5/10          |
| GamesRadar+        | 4/10            |
| GameTrailers       | 4,5/10          |
| GameZone           | 2,5/10          |
| IGN                | 7,5/10          |
| Joystiq            | [ 16 ]          |
| OXM                | 7,5/10          |
| TeamXbox           | 6/10            |
| VideoGamer         | 3/10            |
| XboxAddict         | 30 %            |

Sonic Free Riders получила в основном негативные отзывы критиков. На сайте GameRankings игра имеет среднюю оценку 51,27 %, а на Metacritic — 47/100. Несмотря на негативную реакцию рецензентов, проект выявился успешным: в Японии Sonic Free Riders достаточно хорошо продавалась и была повторно выпущена 26 апреля 2012 года как часть линейки «Platinum Collection». Sonic Free Riders позже стала одной из пяти игр, номинировавшихся на премию «Лучшая игра 2010 года для Kinect» от IGN, но не получила её, уступив награду игре Dance Central. В 2011 году Microsoft Corporation наградила Sonic Free Riders званием «Лучшей японской игры для Kinect».
GameTrailers и GameSpot оценили игру в 4,5 балла из 10. Joystiq дал Sonic Free Riders 1 звезду из 5, назвав её «эквивалентом поглаживания своей головы и потирания живота во время езды на одноколёсном велосипеде». Рецезент из Kotaku также отозвался об игре негативно, сказав что это «самая битая игра для Kinect, в которую я играл». Позже, однако, он отметил, что отзывчивость управления отличается для разных людей. Негативные отзывы оставили также критики из Game Informer, GamesRadar и другие.
Наиболее положительные отзывы об игре дали обозреватели из Official Xbox Magazine и IGN, оба оценившие Sonic Free Riders в 7,5 балла из 10 возможных. Первый из них похвалил богатство содержания и многопользовательскую игру, но из недостатков отметил управление. Джек ДеВрис, в свою очередь, охарактеризовал игру как «довольно стандартные гонки, отлично подходящие для Kinect» и «она не изумительна, но это определенно одна из тех игр, которые вы должны иметь в вашей Kinect-коллекции».